# Castello di Weidenburg
Il castello di Weidenburg (in tedesco Schloss Weidenburg) si trova a Weidenburg, frazione del comune austriaco di Kötschach-Mauthen nel Distretto di Hermagor appartenente al Land della Carinzia e la sua storia inizia nel XVI secolo mentre il precedente castello edificato nel XIII secolo cadeva lentamente in rovina.

## Storia

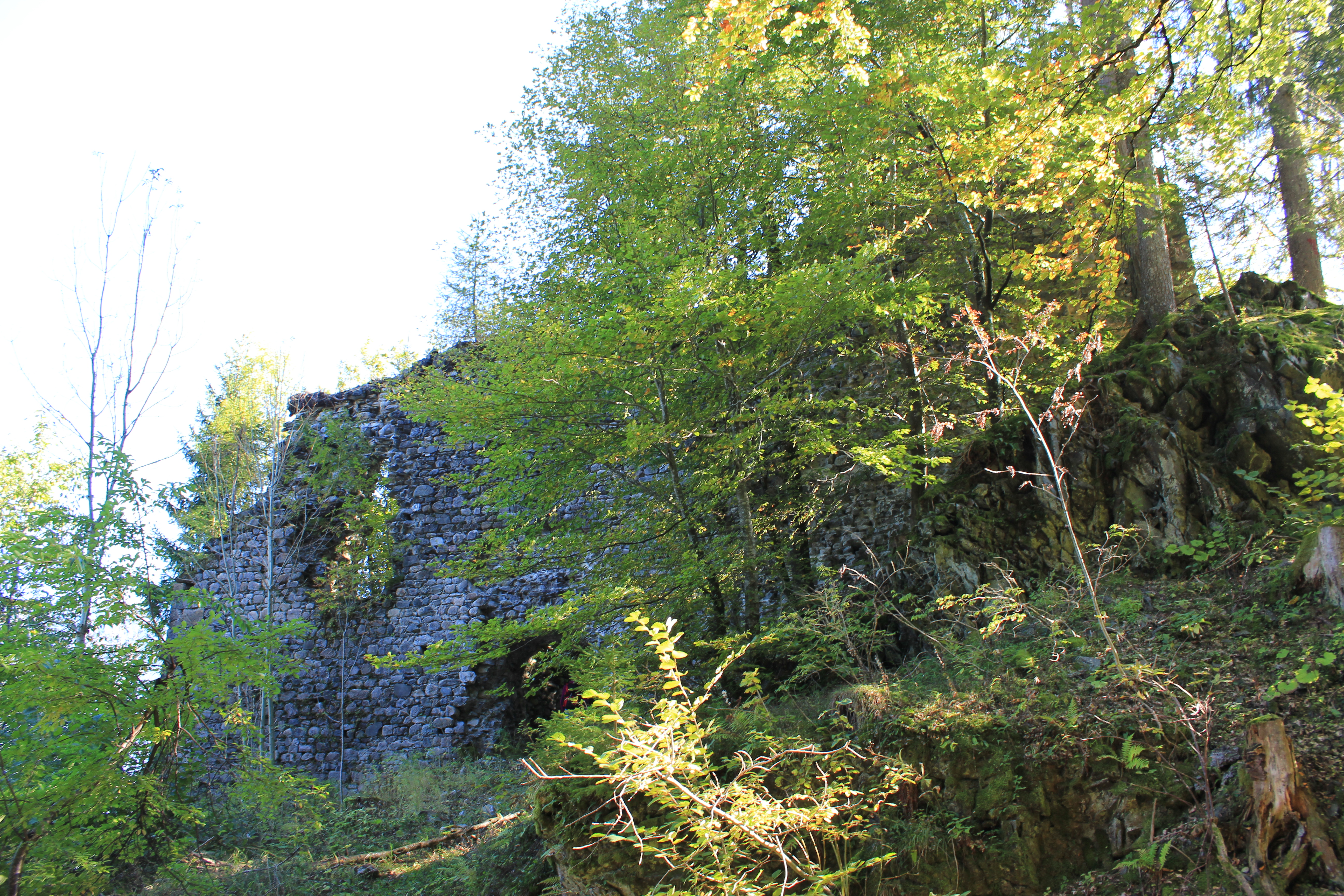
Rovine del primitivo castello di Weidenburg risalente al XIII secolo

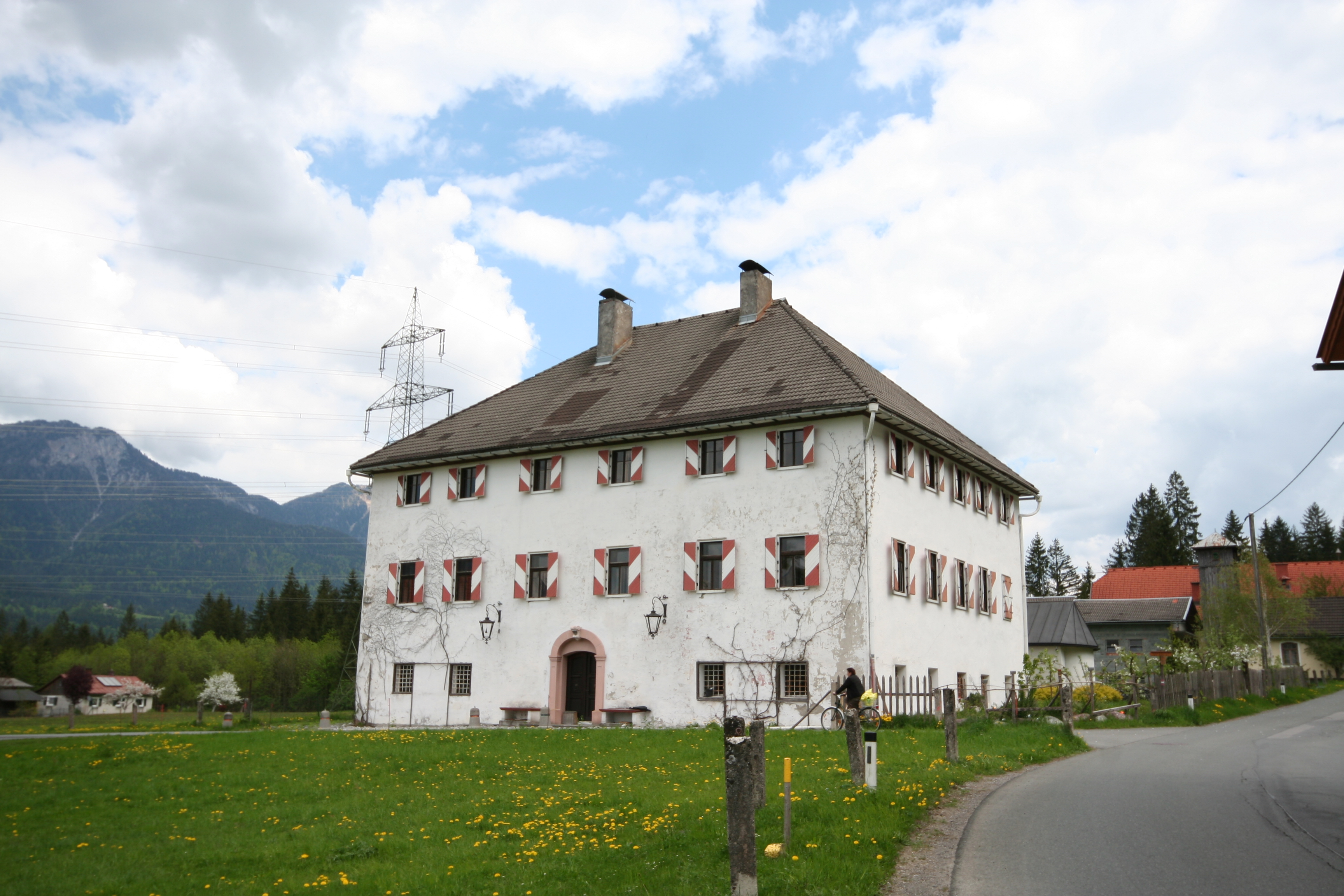
Castello di Weidenburg, facciata principale con portale

Sul sito, in posizione leggermente superiore ai piedi dello sperone roccioso, esisteva una fortezza probabilmente già all'inizio del XIII secolo poiché si trattava di una sede ministeriale e documentata attorno al 1225 come castrum Weideberch allora nella Contea Principesca di Gorizia e Gradisca e appartenente ad Ulrich e Hugo Reifenberg. Col trattato di Pusarnitz questo castello entrò tra i beni dell'imperatore Federico III d'Asburgo nel 1460 che lo diede in feudo ai fratelli Hornberger nel 1461. Successivamente passò ad Hans von Graben e nel 1545 a Georg Khevenhüller. Nel XVII secolo apparteneva alla famiglia Fromiller, che possedeva anche il nuovo castello, e dal secolo successivo iniziò a a cadere in rovina. Restano, dell'antica struttura, alcune delle mura che si sono conservate fino a un'altezza di circa 10 metri. Dopo la perdita di valore strategico e il suo progressivo abbandono anche per le caratteristiche poco adatte ad un'abitazione signorile venne edificato il nuovo castello di Weidenburg. All'inizio del XVI secolo l'ex maso che si trovava sul sito era di proprietà della famiglia Graben, nel 1545 Hans von Graben ne vendette il dominio a Georg Khevenhüller che diede disposizioni perché fosse costruito il palazzo che ci è pervenuto. Suo nipote Paul vendette l'edificio all'esattore delle tasse rurali di Mauthen, Christoph Khrayl. La figlia Katharina sposò Benedikt Fromiller e portò in dote il nuovo castello di Weidenburg nella sua famiglia. Nel 1670 David Fromiller viene menzionato come signore del castello. Nel 1763 il castello di Weidenburg apparteneva al Freiherr Albert von Rechbach e nel 1802 alla contessa Gavasini, nata Spindler, la cui famiglia era attiva nel settore del carbone e dell'acciaio ed aveva anche numerosi membri nelle forze armate e con incarichi politici di alto rango. Nel 1806 il castello passò nelle mani della famiglia Pichler, appartenente alla borghesia, e dopo di questa la proprietà andò a Valentin Drumbl. Nel 1931 l'edificio fu completamente restaurato, venne distrutto da un incendio due anni dopo e subito ricostruito. Solo la cappella del castello è rimasta in rovina per decenni. Dopo la seconda guerra mondiale il castello è passato alle foreste federali austriache che lo ha utilizzato per i suoi uffici e poi è tornato ad essere proprietà privata.

## Descrizione

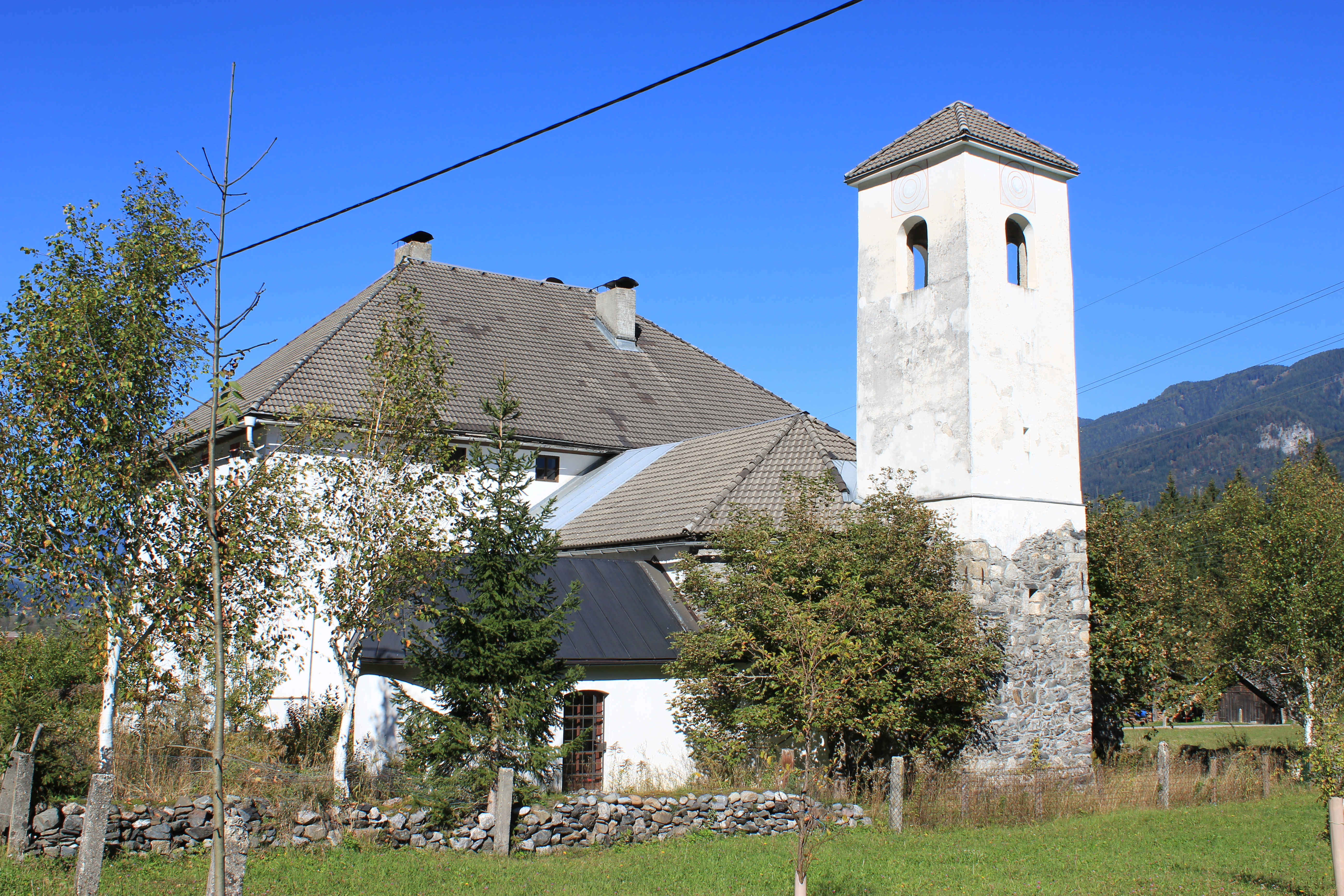
Castello di Weidenburg, torre e strutture del castello

Il castello si trova in località Weidenburg nel comune austriaco di Kötschach-Mauthen nel Distretto di Hermagor appartenente al Land della Carinzia ed è posto in posizione meno elevata rispetto alle rovine del primitivo castello medievale di Weidenburg. Si tratta di un imponente edificio a base quadrata che si sviluppa su tre piani e con coperturaa padiglione. Tutte le facciate sono semplici, intonacate in bianco e ravvivate dalle tipiche persiane rosso-bianco-rosso del primo e del secondo piano. Le finestre del piano terra invece non hanno persiane la inferriate. La facciata principale mostra il portale d'ingresso incorniciato con pietra rossa e concluso da un arco a tutto sesto. L'androne di accesso ha una volta a botte lunettata e al primo piano vi corrisponde un altro vestibolo con un soffitto a travi in legno intonacato. Da questo vestibolo al primo piano si accede alla cappella gentilizia rettangolare posta sul muro est del castello. La cappella ha una sola navata con due campate conclusa dal coro. Al centro della cappella è addossata una torre quadrata con copertura a tenda piana. L'abside si apre con moderne ed alte finestre a feritoia che si estendono dal pavimento alla grondaia. L'ampliamento sul lato nord è probabilmente l'ex sagrestia. La cappella, che è stata a lungo abbandonata, è stata restaurata tra il 1994 e il 1995. La grande torre, dotata di feritoie luminose e finestre ad arco ribassato, è stata rinnovata nello stesso periodo. La visita è possibile solo dall'esterno essendo proprietà privata.

### Bene architettonico tutelato
Il castello di Weidenburg è stato posto sotto tutela dei monumenti da parte della Repubblica austriaca col numero 20467.